# Nagasaki University
Nagasaki University (jap. 長崎大学 Nagasaki Daigaku; w skrócie 長大 Chōdai) – japońska uczelnia państwowa w Nagasaki (prefektura Nagasaki), z główną siedzibą w dzielnicy Bunkyō, utworzona w 1949 roku w wyniku połączenia kilku uczelni założonych przed II wojną światową. 
W zakres jej dydaktycznej i badawczej działalności wchodzą przede wszystkim zagadnienia medycyny tropikalnej, chorób zakaźnych i medycyny radiacyjnej. Tych samych problemów dotyczy współpraca międzynarodowa.

## Historia
W XVI wieku wskutek kontaktów z europejskimi misjonarzami Nagasaki stało się centrum japońskiego chrześcijaństwa, a następnie w wyniku antychrześcijańskiej i izolacyjnej polityki władców Japonii miejscem prześladowań jego wyznawców (26 męczenników z Nagasaki).
W 1857 roku założono Medical Training Institute (医学伝習所 Igaku Denshūsho), który był jednym z pierwszych w Japonii. W 1861 utworzono szpital, w 1901 Nagasaki Vocational School of Medicine (長崎医学専門学校 Nagasaki Igaku Senmon Gakkō), a w 1923 roku Nagasaki Medical College (長崎医科大学 Nagasaki Ika Daigaku).
W 1905 roku utworzono Nagasaki Higher Commercial School (長崎高等商業学校 Nagasaki Kōtō Shōgyō Gakkō), która w 1944 roku została przemianowana na Nagasaki College of Economics (長崎経済専門学校 Nagasaki Keizai Senmon Gakkō). Jej kampus Katafuchi stał się następnie siedzibą Wydziału Ekonomii w zintegrowanej uczelni.
Po przystąpieniu Japonii do wojny na Pacyfiku powstały nowe wydziały, w tym Temporary College of Medicine (1940), East Asia Research Institute of Endemics (1942), Institute of Tropical Medicine. 
W dniu 9 sierpnia 1945 roku Nagasaki doświadczyło amerykańskiego ataku atomowego. Szkoła została zniszczona, ponieważ wybuch nastąpił w odległości kilkuset metrów. Straciło życie łącznie 979 uczniów i pracowników ze szkół i uczelni: Nagasaki Medical College i jego College of Pharmaceutical Science, Nagasaki College of Economics, Nagasaki Normal School, Nagasaki Youth Normal School (dwie ostatnie to szkoły nauczycielskie), które później połączono, tworząc Uniwersytet Nagasaki w 1949. Utworzono kampus w Bunkyō, w miejscu wcześniejszej fabryki broni Mitsubishi.
We wrześniu 1945 szkoła została przeniesiona do Ōmura, a w 1946 roku do Isahaya. Stary kampus (Sakamoto) został odbudowany w 1950, po utworzeniu zintegrowanej uczelni.

## Struktura uczelni oraz kierunki kształcenia i badań
Uczelnia prowadzi kształcenie na poziomie licencjackim i wyższym w kierunkach zgodnych z jej tradycją. Od chwili zakończenia powstało wiele nowych jednostek organizacyjnych o charakterze naukowo–dydaktycznym i badawczym. Z wieloma ośrodkami naukowymi w Japonii i za granicą nawiązano współpracę naukową. Szczególnie dużą wagę przywiązuje się do rozwiązywania problemów społeczeństw dotkniętych kataklizmami.

### Kierunki kształcenia na poziomie licencjackim
- edukacja, pedagogika (Faculty of Education, Kampus Bunkyo)
- ekonomia (Faculty of Economics, Kampus Katafuchi)
- medycyna (School of Medicine, Kampus Sakamoto)
- stomatologia (School of Dentistry, Kampus Sakamoto)
- farmacja (School of Pharmaceutical Sciences, Kampus Bunkyo)
- inżynieria (Faculty of Engineering, Kampus Bunkyo)
- nauka o środowisku (Faculty of Environmental Studies, Kampus Bunkyo)
- rybołówstwo (Faculty of Fisheries, Kampus Bunkyo)

### Kierunki kształcenia na poziomie magisterskim i doktoranckim
- edukacja, pedagogika (Graduate School of Education; tylko program magisterski)
- ekonomia (Graduate School of Economics)
- nauka i technika (Graduate School of Science and Technology)
- nauki biologiczne (Graduate School of Biomedical Sciences)
- rozwój ochrony zdrowia (Graduate School of International Health Development; tylko program magisterski)

### Instytuty badawcze
- Institute of Tropical Medicine (medycyna tropikalna)
- Atomic Bomb Disease Institute (badania chorób będących skutkami wybuchu bomby atomowej, prowadzenie magisterskiej szkoły nauk biomedycznych)

## Wybitni wychowankowie
- Takashi Nagai – absolwent Nagasaki Medical College (1932) i pracownik Physical Rehabilitation Department (specjalizacja: fizykoterapia, radiologia), ofiara bomby atomowej (zmarł na chorobę popromienną w 1951), autor Atomic Illness and Atomic Medicine i wielu innych publikacji[11][12], autor pisanych na łożu śmierci Listów do dzieci (światowy bestseller, wydany w Polsce w 2011[13])

- Osamu Shimomura – laureat Nagrody Nobla w dziedzinie chemii w 2008, za odkrycie (wspólnie z Martinem Chalfiem i Rogerem Tsienem) białek wykazujących zieloną fluorescencję